# Ынтымак (Шымкент)
Ынтымак (каз. Ынтымақ, до 1999 г. — Кирово) — упразднённое село в подчинении городской администрации Шымкента (до 2000-х годов входило в состав Сайрамского района) Туркестанской области Казахстана. Входило в состав Кзылжарского сельского округа. В 2004 году включено в состав города Шымкент и исключено из учётных данных.

## Население
По переписи 1989 года в селе проживало 3007 человек, из которых 48 % составляли казахи, 45 % — узбеки. В 1999 году население села составляло 3727 человек (1857 мужчин и 1870 женщин).